# Pansori

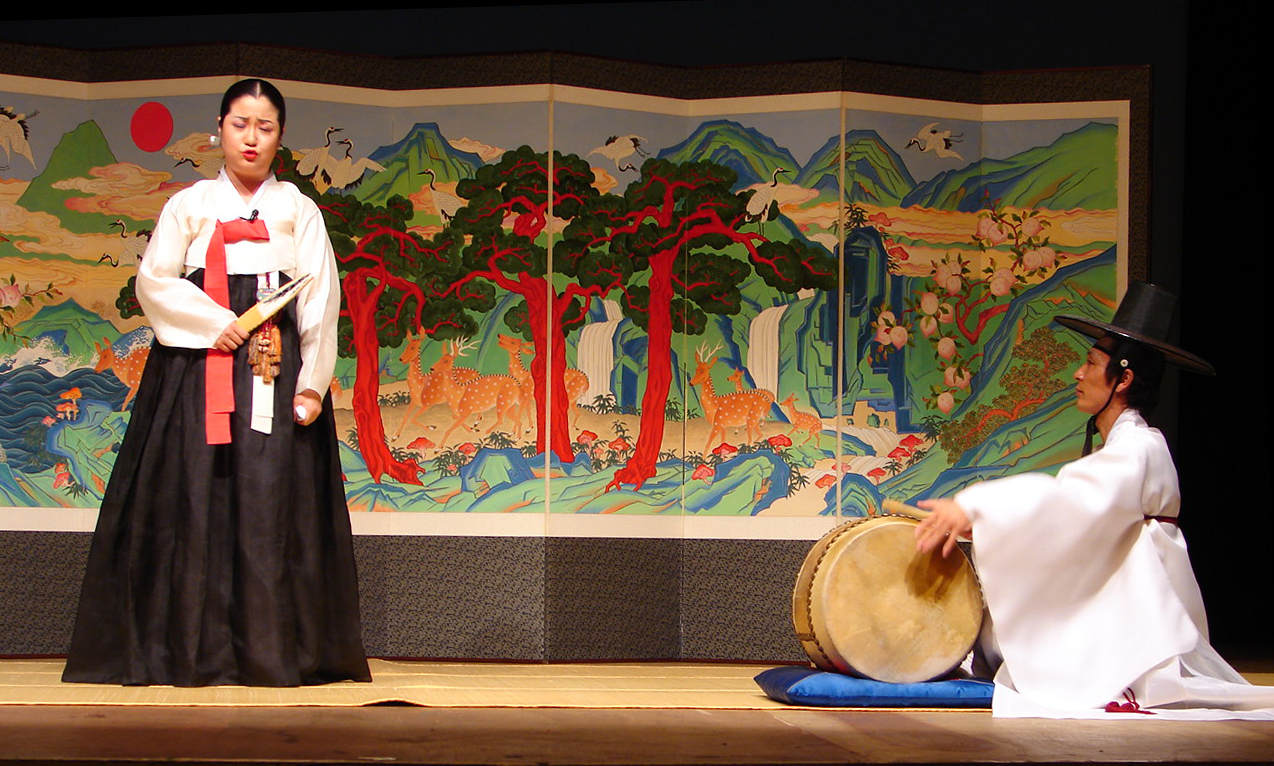
Pansori Aufführung im Cultural Center in Busan Südkorea

Pansori (koreanisch: 판소리), ein langer epischer Gesang, bei dem ein einzelner Sänger oder eine Sängerin Gwangdae (광대) von einem Trommler Gosu (고수) auf der Buk (북), einer Fasstrommel begleitet wird, kommt innerhalb der volkstümlichen Musik Koreas eine besondere Bedeutung zu.
Wegen der lebhaften Mimik und Gestik des Vortrags haben frühere westliche Musikwissenschaftler Pansori als „Ein-Mann-Oper“ bezeichnet. Es erscheint aber zutreffender, Pansori als eine Art „Theater des Erzählens“ zu beschreiben, da der Sänger weder ganz in die Figuren hineinschlüpft noch die Handlung vorspielt, sondern stattdessen die Erzählung im Austausch mit dem immer lebhaft reagierenden Trommler gestaltet, der gewissermaßen als erster Zuhörer fungiert. Für den Sänger sind im Verlauf seines mitunter fünf- oder sechsstündigen Auftritts auch kundige Zuhörer im Publikum wichtig, die ihn mit aufmunternden lobenden Rufen (Chuimsae) unterstützen.
2003 wurde Pansori von der UNESCO in die Liste der Meisterwerke des mündlichen und immateriellen Erbes der Menschheit aufgenommen.

## Wortbedeutung
Die Bezeichnung Pansori ist erstmals nach der Amtszeit des Königs Yeongjo (영조) (1694–1776) zu finden und wird aus den Worten pan (판) und sori (소리) gebildet. Pan besitzt drei Konnotationen, pan als offen zugänglicher Platz oder Spielplatz, als hartes Holz, oder als nach bestimmten Regeln aufgebautes musikalisches oder literarisches Werk. Sori wird dagegen mit Klang oder auch mit Ton übersetzt. Pansori könnte man daher definieren als ein nach Regeln aufgebautes Lied, gesungen zur Unterhaltung auf bestimmten Plätzen.

## Erforschung
Die Erforschung von Pansori befindet sich noch im Anfangsstadium, während man die literarische Seite dieser in Musik und Text mündlich überlieferten Vortragskunst seit 40 Jahren durch zahlreiche, intensiv durchgeführte Studien in Korea ausgiebig untersucht hat und dabei Herkunft, Gestaltungselemente sowie thematisch-strukturelle Eigenschaft der Pansori-Literatur zum größten Teil erhellen konnte. Die Musik des Volkes war jedoch für Wissenschaftler lange kein würdiger Gegenstand und blieb so undokumentiert.

## Geschichte
Pansori gehört zur Tradition jener Künste, die in früheren Zeiten von Wandertruppen auf den Marktplätzen der Dörfer zur Aufführung gebracht wurden. Die Ursprünge von Pansori liegen im Dunkeln, wogegen der Ursprungsort des Pansori im Süden des heutigen Südkorea, vor allem in der ehemaligen Jeolla-Provinz vermutet werden kann. Dort lässt sich der für Pansori typische raue Gesangsstil auch in anderen volkstümlichen vokalen Musikformen wiederfinden.

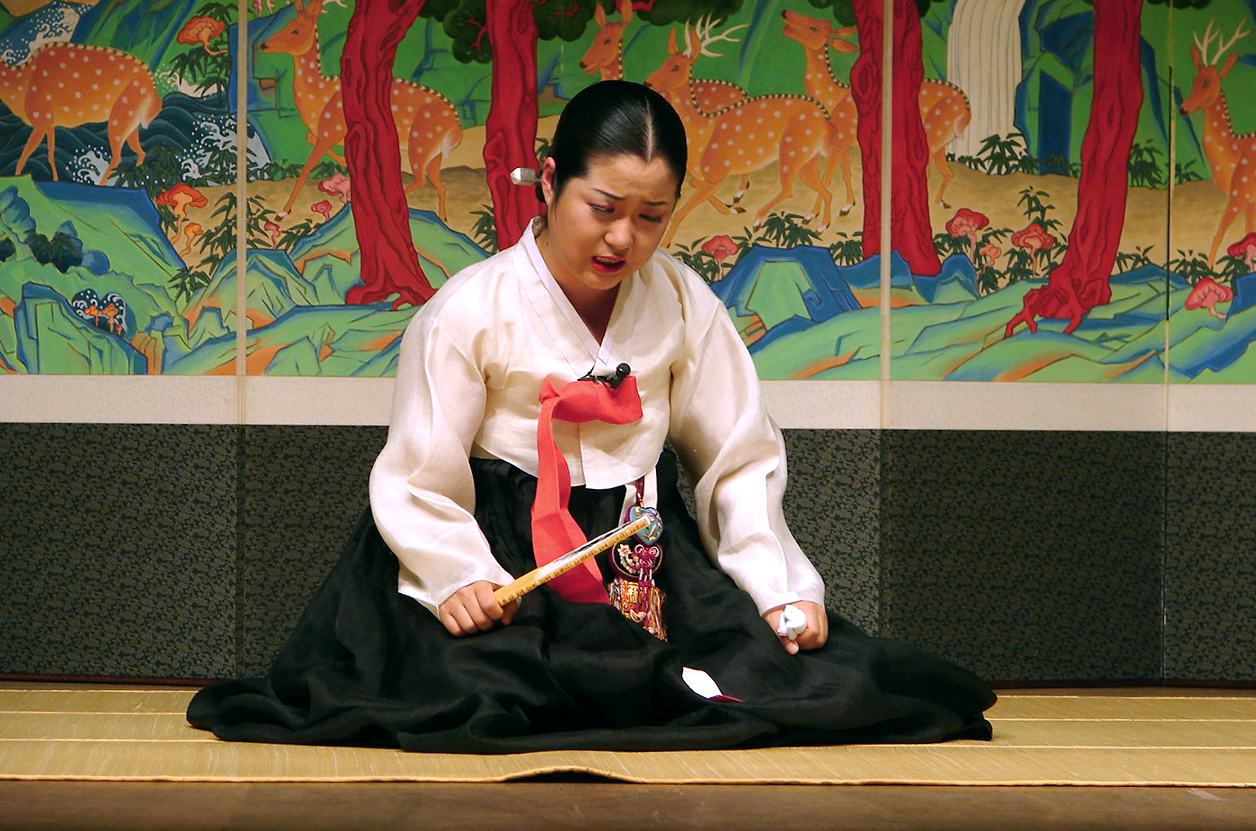
Pansori-Sängerin Gwangdae (광대)

Der erste gesicherte Beleg für die Existenz der bis dahin von der gelehrten und aristokratischen Klasse verpönt gewesenen Vortragskunst ist hingegen das Manwhajib 晩華集, eine Schrift des Schriftstellers Yu Jinhan (1711–1791) aus dem Jahre 1754. Aus mündlich überlieferten Genealogien der Pansori-Sänger, darf man jedoch vermuten, dass Pansori bereits in der zweiten Hälfte des 17. Jahrhunderts als selbständige Kunst entwickelt war. Die Pansori-Sänger gehörten neben den Schamaninnen (deren Ehegatten sie waren), Schlächtern sowie Wanderkünstlern der niedrigsten Klasse der Gesellschaft an. Dies änderte sich allmählich, als sie im späten 19. Jahrhundert nicht nur auf den Marktplätzen der Dörfer, sondern auch in den Häusern aristokratischer und königlicher Familien ihre Erzählkünste vorzuführen begannen.
Da jeder Sänger seine eigene Textfassung hat, die auf die unterschiedlichen Versionen seiner Lehrer zurückgehen, ist eine einheitliche Fassung der heute noch fünf Pansoris („Simcheongga“ (심청가), „Sugungga“ (수궁가), „Chunhyangga“ (춘향가), „Heungboga“ (흥보가) und „Jeokbyeokga“ (적벽가)) nicht zu bestimmen. Durch Korrekturen und Angleichungen an den jeweiligen Zeitgeschmack sind im Lauf der Jahrhunderte viele Textteile und auch Eigenschaften verloren gegangen. Zum Beispiel sind auf das Insistieren der Missionare Ende des 19. Jahrhunderts hin die meisten deftigen bzw. obszönen Textpassagen getilgt worden. Umfangreiche Erweiterungen erfuhren die Pansori-Texte im 19. Jahrhundert auf Befehl der aristokratischen Auftraggeber, die zur Erhöhung ihres eigenen Prestiges chinesische Sinnsprüche und Lyrik einfügen ließen (Chinesisch war die Schriftsprache der Oberschicht), die von den Pansori-Sängern an ihre Schüler weitergegeben wurden, obwohl sie für sie, die durchwegs Analphabeten gewesen sein sollen, unverständlich waren. Diese recht abenteuerliche Textgenese führte dazu, dass für heutige koreanische Zuhörer die Gesänge zu einem erheblichen Maße unverständlich sind. Es sind mittlerweile umfangreiche Mühen unternommen worden, die Texte zu entschlüsseln, z. B. in der „Deep-Rooted-Tree“-LP-Edition aller fünf Pansoris in den 1980er Jahren, bei denen die Anmerkungen zur Transkription etwa den sechsfachen Umfang des eigentlichen Gesangstextes haben. Und im koreanischen Verlag Minsokwon (민속원) ist 2005 eine 15-bändige Ausgabe erschienen, die nicht nur 3–4 sorgfältig aus Tonaufnahmen transkribierte "Badis" (Versionen berühmter Meistersänger und -sängerinnen) jedes der fünf Pansoris im kommentierten Original bringt, sondern auch in neukoreanischer und stark vereinfachter englischer Übersetzung.

## Aufführung

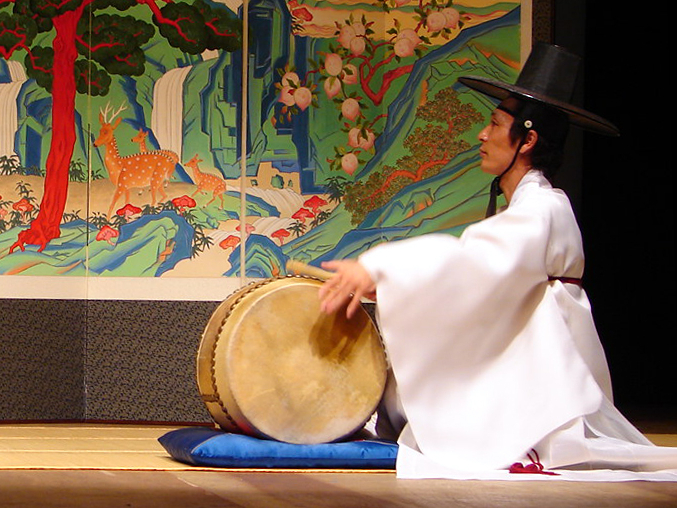
Pansori-Trommelspieler Gosu (고수) auf der Buk (북) spielend

In einer Pansori-Aufführung nimmt die Sängerin bzw. Sänger einen Fächer in der Hand haltend in der Regel eine stehende Position ein, wogegen der Trommelspieler auf dem Boden sitzt und der Sängerin bzw. Sänger zugewandt ist. Der/die Vortragende kommuniziert im Pansori mit dem Trommelspieler und mit dem Publikum, wobei sich Gesangs- sori (소리) und Erzählpassagen aniri (아니리) abwechseln. Während der Affektgehalt dieser beiden Vortragsarten nicht sehr stark differiert und allenfalls die Ansprache ans Publikum direkter ist, ist der Hauptunterschied in der rhythmisch-gesanglichen Gestaltung zu finden. Jeder Gesangs-Abschnitt besitzt einen besonderen komplizierten Rhythmus (Jangdan), der vom Trommler kontrolliert wird, die Grundschläge aber oft nur andeutet. Jeder Rhythmus ist dem jeweiligen Inhalt zugeordnet. So ist der sehr langsame Jinyang traurigen Abschnitten vorbehalten, während das sehr oft auftauchende Jungmori viele unterschiedliche Stimmungen unterstützen muss. Zwei Grundstile lassen sich unterscheiden: das schnellere und eher hochgemute Dongpyeonje und das sensiblere und getragenere Seopyeonje. Diese Stile sind nicht an das Geschlecht des Sängers gebunden.

## Verwandte Formen des Pansori
Anfang des 20. Jahrhunderts, im Zuge der Öffnung zum Westen, begann sich, in Ermangelung einer der Peking-Oper oder dem japanischen Kabuki ebenbürtigen traditionellen Theaterform, eine auf Pansori bezogene Musiktheaterform Changgeuk zu bilden, die den Text auf verschiedene Darsteller verteilt und die musikalische Begleitung auf ein instrumentales Volksmusik-Ensemble vergrößert, was vermeintlich den eigentlichen Reiz der besonderen phantasieanregenden Vermittlungsform im Pansori nivelliert und es der Grundstruktur der westlichen Oper angleicht.
Ein weiteres Pansori-Derivat ist das Gayageum-Byeongchang, bei dem sich eine Sängerin beim Vortrag einzelner Pansori-Abschnitte auf der Wölbbrettzither Gayageum begleitet.